# Aokigahara
Aokigahara (青木ヶ原 (Thanh Mộc Nguyên)), còn được gọi là Jukai (樹海 (Thụ Hải)), là một khu rừng ở sườn phía tây bắc núi Phú Sĩ của Nhật Bản phát triển trên nền nham thạch đã cứng rộng 30 kilômét vuông (12 dặm vuông Anh) có nguồn gốc từ vụ phun trào lớn cuối cùng của Núi Phú Sĩ vào năm 864 SCN. Rìa phía tây của Aokigahara, nơi có một số hang động đầy băng tuyết vào mùa đông, là một địa điểm nổi tiếng cho tham quan và du lịch. Một phần của Aokigahara thì rất dày đặc, và lớp nham thạch xốp hấp thụ âm thanh, giúp mang lại cho khách du lịch cảm giác cô độc.

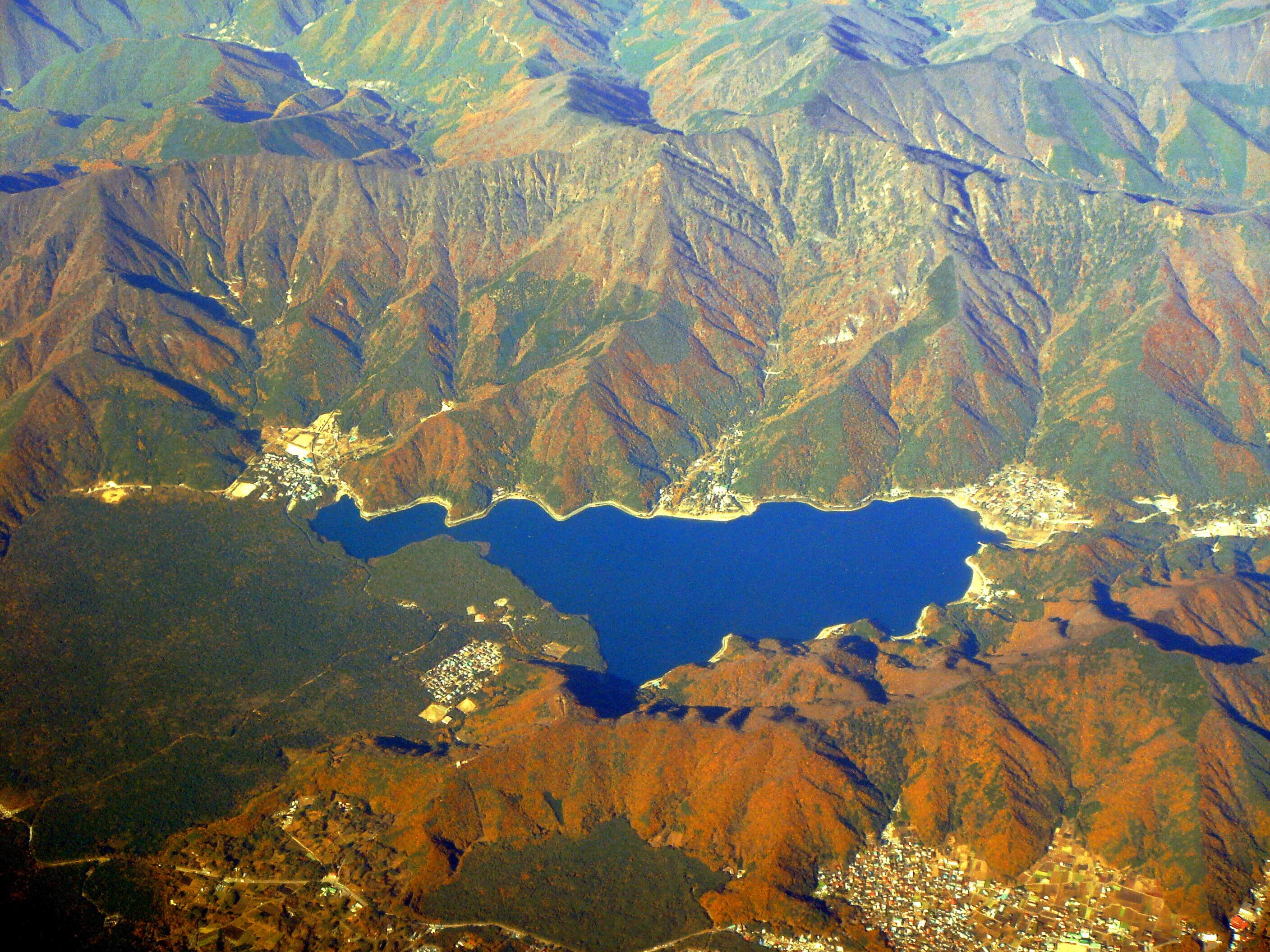
Hồ Sai Aokigahara bên tay trái.

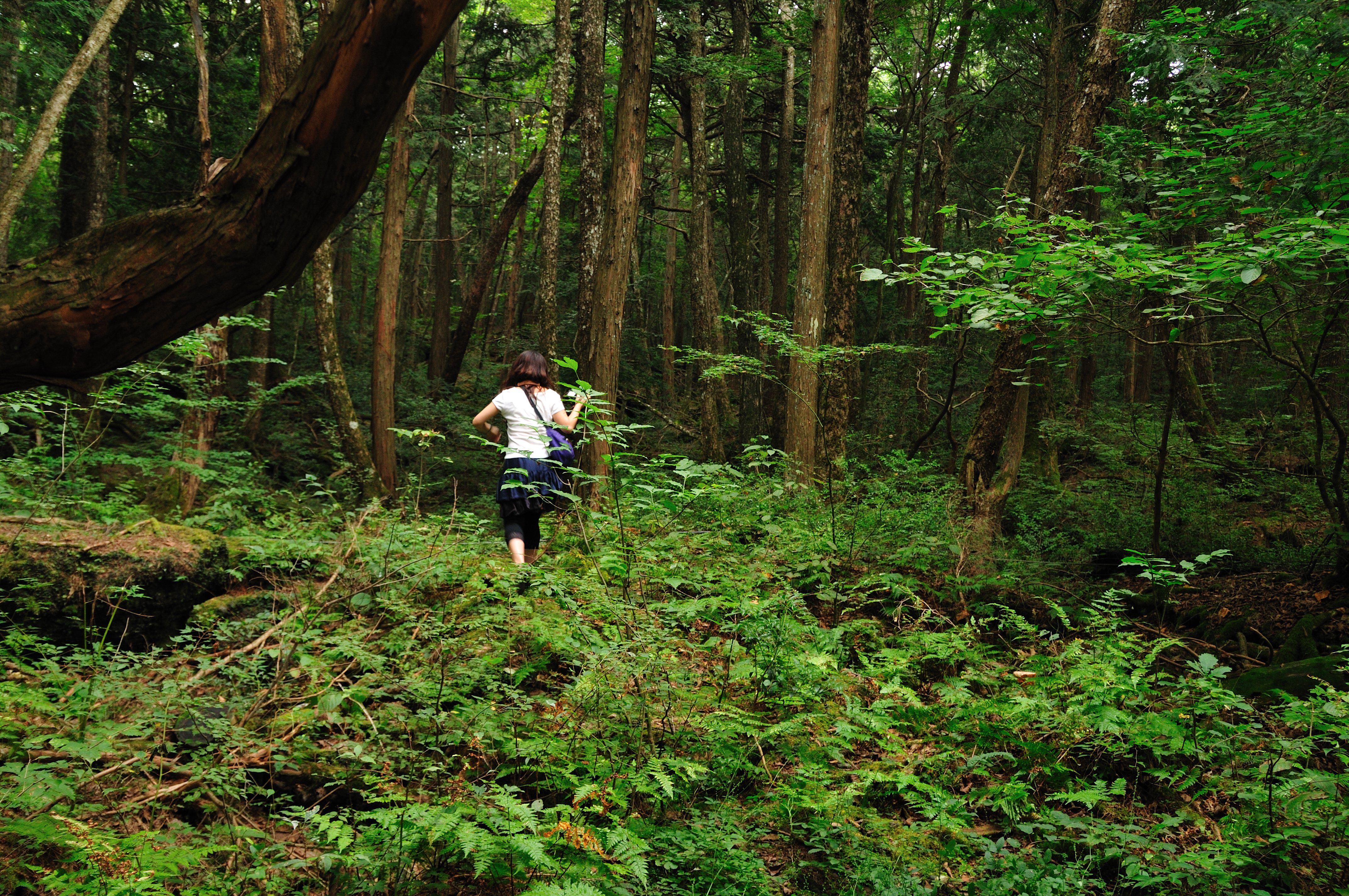
Aokigahara trong tỉnh Yamanashi.

Khu rừng nổi tiếng về mặt lịch sử vì là nơi cư ngụ của yūrei: các hồn ma của những kẻ đã khuất trong thần thoại Nhật Bản. Trong những năm gần đây, Aokigahara đã trở nên nổi tiếng về mặt quốc tế vì được biết đến là "Khu rừng Tự sát"  (Jisatsu no Mori), cũng như là một trong những địa điểm có nhiều vụ tự tử nhất trên thế giới. Do đó, chính phủ Nhật đã tạo ra các biển báo ở đầu một số lối mòn để khuyên ngăn những người có ý định tự tử nghĩ về gia đình của họ và đi tìm sự trợ giúp từ các tổ chức ngăn chặn việc tự sát.

## Địa lý
Tầng rừng cấu tạo chủ yếu từ đá núi lửa, khá khó để đâm thủng bằng những dụng cụ cầm tay như xẻng hoặc cuốc. Vì rừng rất rậm rạp nên trong những năm gần đây, những người du lịch và leo núi leo qua Aokigahara đã bắt đầu sử dụng băng dính để đánh dấu đường đi của mình nhằm tránh bị lạc. Những lối mòn đã được chỉ định trước dẫn tới những điểm thu hút du lịch khác nhau như Hang động băng Narusawa, Hang động gió Fugaku và Hang động hồ Sai Bat  là ba hang động nham thạch lớn hơn gần Núi Fuji, trong đó hang động băng thì đóng băng quanh năm.